# Joe Louis
Joe Louis, właśc. Joseph Louis Barrow (ur. 13 maja 1914 w La Fayette, zm. 12 kwietnia 1981 w Paradise) – amerykański pięściarz wagi ciężkiej, mistrz świata 1937–1949. Uznawany za jednego z najwybitniejszych bokserów wszech czasów. W swojej karierze pokonał 21 zawodników o tytuł mistrza świata wagi ciężkiej.

## Życiorys
Syn Munroe Barrowa (pochodzenia afroamerykańskiego) i Lillie (Reese) Barrow, po części Czirokezki. Zawodowo walczył od 1934 roku. W swoim siódmym w karierze pojedynku pokonał na punkty w dziesięciorundowej – zdaniem obserwatorów wyrównanej – walce pięściarza pochodzenia polskiego, Adolpha Wiatera. Zwyciężając w 24 kolejnych walkach, stał się pretendentem nr 1 do tytułu mistrza świata w wadze ciężkiej, będącego w posiadaniu Jamesa Braddocka, lecz w czerwcu 1936 roku został niespodziewanie znokautowany przez byłego mistrza, Maxa Schmelinga. Niemiec nie porozumiał się jednak z Braddockiem co do walki o mistrzostwo świata, wskutek czego szansę jego zdobycia otrzymał Louis. Wykorzystał ją, nokautując Braddocka w 8. rundzie pojedynku, który odbył się 22 czerwca 1937 roku w Chicago. Stał się tym samym drugim w historii (po Jacku Johnsonie) czarnoskórym mistrzem wagi ciężkiej.

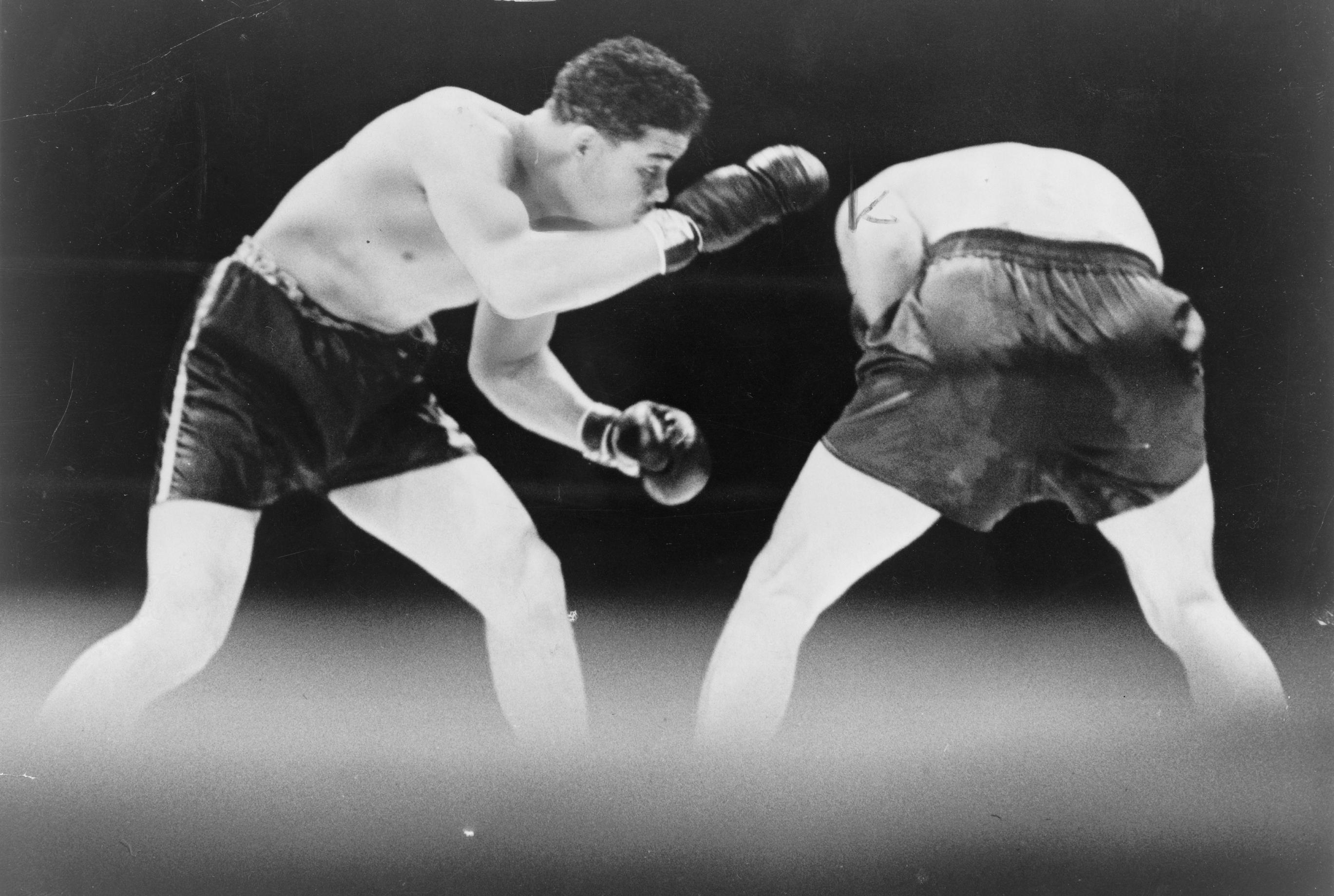
Louis w pierwszej walce z Schmelingiem (1936)

Następnie obronił mistrzowski pas 25 razy (rekord wszech czasów w wadze ciężkiej), między innymi w bardzo oczekiwanym rewanżu z Schmelingiem. W końcu 1 marca 1949 roku zrezygnował z tytułu i ogłosił zakończenie sportowej kariery. Zmuszony był jednak wkrótce ją wznowić, gdyż podczas II wojny światowej wysokie nagrody z wygranych przekazywał w całości marynarce wojennej i armii, wskutek czego nie był w stanie zapłacić wysokiego podatku dochodowego z odsetkami, naliczonego przez IRS (w maju 1950 roku jego dług wynosił ponad 500 tys. USD).
Pierwszą walkę po powrocie stoczył 27 września 1950 roku przeciwko Ezzardowi Charlesowi. Jej stawką było mistrzostwo świata w wadze ciężkiej. Louis przegrał przez jednogłośną decyzję sędziów, doznając drugiej porażki w karierze. Następnie, w ciągu niespełna roku, stoczył 8 zwycięskich walk. 26 października 1951 roku zmierzył się z kandydatem do mistrzostwa świata, niepokonanym Rockym Marciano. Marciano zwyciężył, nokautując go w 8. rundzie. Była to ostatnia walka w karierze 37-letniego Louisa.
Po zakończeniu kariery żył skromnie, z trudem spłacając olbrzymie zadłużenie, które wzrosło do 1 mln USD (100 tysięcy USD samych odsetek rocznie). Pracował m.in. w charakterze swego rodzaju atrakcji turystycznej, zabawiając gości hotelu „Caesar's Palace” w Las Vegas. Był też wrestlerem.
W 1977 roku doznał wylewu krwi do mózgu, wskutek czego do końca życia musiał poruszać się na wózku inwalidzkim. Zmarł 12 kwietnia 1981 roku na zawał serca (poprzedniego dnia gościł na walce Larry'ego Holmesa z Trevorem Berbickiem o mistrzostwo świata w wadze ciężkiej). Część kosztów pogrzebu pokrył jego były ringowy rywal, a potem przyjaciel Max Schmeling.
26 sierpnia 1982 w uznaniu osiągnięć, które tak wiele uczyniły, aby wzmocnić ducha narodu amerykańskiego w jednym z najważniejszych momentów w historii Ameryki i które przetrwały przez lata jako symbol siły Narodu, został uhonorowany pośmiertnie Złotym Medalem Kongresu (Congressional Gold Medal) - jednym z najwyższych odznaczeń cywilnych w Stanach Zjednoczonych.
W 1990 roku został wprowadzony do Międzynarodowej Galerii Sław Boksu.
Louis występuje jako jedna z postaci w grze wideo Fight Night Champion.